# Källtorps herrgård
Källtorp är en herrgård belägen invid Svartån i västra delen av Örebro kommun i Gräve socken.
Huvudbyggnaden i två våningar, liksom de två flyglarna, uppfördes på 1700-talet. I trädgården, invid ån, ligger ett orangeri med tillhörande salong.
En av de första kända ägarna var Holger von Scheiding, som 1626 var ståthållare på Nyköpingshus. På 1700-talet ägde generamajor Fredrik Ulrik Wrangel af Sauss Källtorp. Idag ägs herrgården av släkten von Horn.
Egendomen omfattar 297 ha, varav 207 ha åker och 72 ha skog.